# Arménie aux Jeux olympiques d'hiver de 1994
L'Arménie participe aux Jeux olympiques d'hiver de 1994, organisés à Lillehammer en Norvège. Ce pays prend part à ses premiers Jeux olympiques d'hiver. Deux athlètes arméniens, Joe Almasian et Ken Topalian en bobsleigh, prennent part à la manifestation. La délégation arménienne ne remporte pas de médaille.